# Гифре Космати
Гифре Космати (на каталонски: Guifré el Pilós) е граф на Барселона от 878 до 897 година.

## Биография
Той е роден около 840 година в семейството на барселонския граф Сунифред I. През 870 година е обявен за граф на Уржел и Серданя, а през 878 година става и граф на Барселона. Гифред утвърждава позициите си в Барселона и след него графската титла става наследствена, а графството – фактически независимо от каролингските владетели.
Гифре Космати умира на 11 август 897 година и е наследен от сина си Гифре II.